# 黃文琰
黃文琰（1437年—？），字宗器，直隸徽州府祁門縣人，民籍。明朝政治人物。進士出身。

## 生平
應天府鄉試第五十五名。成化五年（1469年）乙丑科會試第二十九名，殿試登進士第三甲第八十八名。

## 家族
曾祖父黃子榮。祖父黃新仁。父亲黃舍𧪚。